# 泛素连接酶
泛素连接酶，又称为E3泛素连接酶，是一个能够将泛素分子连接到目的蛋白质的某个赖氨酸上的酶。通常情况下，泛素连接酶可以将目的蛋白质多泛素化，即加上多个泛素分子，形成多泛素链；而带有多泛素链的蛋白质就可以为蛋白酶体所识别，而被降解。但在一些情况下，泛素连接酶只在目的蛋白质上连接一个泛素分子；这种单泛素化的蛋白质不会被蛋白酶体所降解，但其在细胞中的定位或功能却可能发生改变；例如，单泛素化的蛋白质可以通过结合其他具有泛素结合结构域的蛋白质来改变自身位置。

## 泛素化系统
泛素连接酶是蛋白质泛素化途径中的第三个酶（E3）。前两个酶分别为泛素活化酶（E1）和泛素交联酶（E2）。

## 泛素连接酶家族
- 后期促进复合物（英语：Anaphase-promoting complex）
- SCF复合物（英语：SCF complex），由Skp1-Cullin-F-box形成的复合物